# Ctenerpeton
Ctenerpeton remex, Ctenerpeton alveolatum, Oestocephalus remex, Sauropleura remex
Genre
Espèce
Synonymes
- Ctenerpeton alveolatum
- Oestocephalus remex,
- Sauropleura remex

Ctenerpeton remex est une espèce fossile de lépospondyles, de l'ordre Nectridea et de la famille des Urocordylidae, dans le genre Ctenerpeton. Selon Paleobiology Database en 2022, ce genre a deux espèces référencées, Ctenerpeton primum et Ctenerpeton remex et l'espèce type est Ctenerpeton alveolatum (synonyme de Ctenerpeton remex).

## Présentation
Le genre Ctenerpeton et l'espèce Ctenerpeton remex sont décrits et publiés par Cope en 1897 et vivait à la fin du Carbonifère dans ce qui est aujourd'hui le territoire des États-Unis,